# Riccardo Corallo
Riccardo Corallo (Rivoli, 31 marzo 1980) è un allenatore di calcio ed ex calciatore italiano, di ruolo difensore.

## Carriera

### Giocatore
La sua carriera ha inizio nelle giovanili del Torino, per poi essere ceduto nel 1998 al Varese in Serie C1, dove rimane fino al gennaio del 1999, e dove firma la sua prima presenza tra i professionisti. Durante il mercato di riparazione viene ceduto in Serie A, alla Lazio, che lo aggrega alla squadra Primavera. Nel 1999 la società capitolina lo cede alla Reggiana, squadra con cui gioca 15 partite realizzando anche una rete.
Nella stagione 2000-2001 passa all'Avellino, dove rimarrà per 2 stagioni. Nella stagione 2002-2003 ritorna alla Reggiana, per poi passare al Messina senza però trovare spazio fra i titolari. Nella stagione successiva viene ceduto alla SPAL, dove gioca con continuità, andando anche a segno due volte. Viene ceduto poi all'Ascoli nel 2004, dove ottiene la promozione in A. Nella stagione 2005-06 l'Ascoli lo cede in prestito per sei mesi alla Cremonese in cadetteria, squadra in cui disputerà 8 partite. Quindi nel gennaio del 2005 fa ritorno ad Ascoli dove giocherà 2 partite, esordendo nella massima serie durante la partita del 28 agosto 2005 contro il Milan. Nella stagione seguente disputerà 12 partite (in totale 1144 minuti giocati) con la formazione marchigiana.
Dal 2007-2008 è ufficialmente un calciatore dell'Avellino, fino al 2009, quando si trasferisce alla Pro Vercelli.
Nel gennaio 2011 si accorda con i rumeni del Gloria Bistrita, e poco dopo torna in Italia per militare prima nella Viterbese in Serie D da novembre 2011 a gennaio 2012 e poi per la seconda parte di stagione nel Montichiari. Rimasto svincolato dopo il fallimento della società lombarda, nel gennaio 2013 firma per il Bogliasco D'Albertis, squadra della Riviera di Levante genovese militante in Serie D dell'omonimo comune. Nella stagione 2013-2014 passa all'Ivrea, dove disputa le sue ultime due stagioni da calciatore.

### Allenatore
Appese le scarpe al chiodo, da agosto 2014 intraprende la carriera da allenatore nel settore giovanile della Juventus seguendo gli Esordienti. Nella stagione 2015-2016 è l'allenatore dei Giovanissimi Nazionali dello Spezia. Dal 2021 è al Monza , nel  2023 allena gli u16 dello Spezia